# Keesha Sharp
Pour les articles homonymes, voir Sharp.
Keesha Ulricka Sharp, plus connue sous le nom de Keesha Sharp, est une actrice, réalisatrice, productrice et scénariste américaine, née le 9 juin 1973 à New York, dans l’arrondissement de Brooklyn. 
Elle est révélée, à la télévision, grâce à son rôle régulier dans la série comique Girlfriends (2002-2008).  
Elle joue également dans la sitcom Tout le monde déteste Chris (2005-2006), puis dans la plébiscitée Ma femme, ses enfants et moi (2010-2012) et dans la première saison de la série d’anthologie, acclamée par la critique, American Crime Story (2016).
Elle est ensuite à l'affiche de la série policière, L’Arme Fatale, adaptée de la série de films éponymes par Matt Miller (2016-2019).

## Biographie

### Enfance et formation
Elle étudie la clarinette, le piano et le violoncelle, dans la prestigieuse école de musique Hochstein. Son enthousiasme pour le théâtre l'a amené à postuler au conservatoire de Boston, elle reçoit une bourse pour y étudier la comédie.  
Après l'obtention de son diplôme, Keesha commence sa carrière en se produisant sur scène. 

### Carrière

#### Débuts
Elle fait une tournée nationale avec la pièce Carousel puis fait ses débuts dans un spectacle Off-Broadway, Living in the Wind de Mike Bradford. Elle joue ensuite huit rôles différents dans la comédie interactive Eat the Runt. Suivront les productions théâtrales suivantes : Abyssinia, Aida, Thunder Knockin, Jitney, The Producers, Big Street, Suburb et Joe Turner's Come and Gone. Elle a été dirigée, à trois reprises par le réalisateur britannique Nicholas Hytner.
Au début des années 2000, l'actrice fait son entrée à la télévision, en intervenant dans les séries télévisées installées et populaires, New York 911 et New York, unité spéciale, le temps d'un épisode. 
Côté cinéma, elle décroche des rôles mineurs dans la comédie musicale Pootie Tang, portée par Chris Rock et la comédie romantique American Adobo.

#### Révélation
En 2002, elle rejoint la sitcom Girlfriends. Cette série est considérée comme la version afro-américaine de Sex and the City. Elle est saluée par la critique et se retrouve nommée lors de prestigieuses cérémonies de remises de prix comme les Primetime Emmy Awards et les ALMA Awards. 
Parallèlement à son engagement sur cette série, l'actrice continue d'être active au cinéma et joue, en 2003, dans la comédie afro-américaine Le Rappeur de Malibu, puis dans le film d'horreur, directement sorti en vidéo, Leprechaun 6 : Le Retour. 
Entre 2005 et 2006, elle joue dans un arc narratif de huit épisodes de la populaire sitcom Tout le monde déteste Chris.
En 2008, l'interprétation de Sharp est saluée par une citation pour le NAACP Image Awards de la meilleure actrice dans un second rôle, dans une série télévisée comique pour son travail dans Girlfriends. Le succès est tel qu'elle donne lieu à une série dérivée intitulée The Game. Le 13 février 2008, la CW a annoncé l'arrêt de la sitcom en raison de son coût trop élevé et la volonté de renouveler sa grille de programmes.
Après cet arrêt, elle apparaît dans un épisode des séries Cold Case : Affaires classées et Detroit 1-8-7, puis elle rejoint la distribution principale de la sitcom comique Ma femme, ses enfants et moi. Le show, dont elle partage la vedette aux côtés de Terry Crews et Essence Atkins, suit le quotidien de la famille Kingston-Persons, une famille recomposée qui fait face aux défis de la vie quotidienne et les essais d'une nouvelle famille mélangée essayant de s'adapter avec un autre. 
Diffusée sur la chaîne TBS aux États-Unis à partir de juin 2010, la sitcom est un véritable succès. Son lancement a attiré jusqu'à 3,4 millions de téléspectateurs pour les deux premiers épisodes. Forte de son succès, la série passe d'une saison 1 à 10 épisodes à une saison 2 à 34 épisodes et se voit reconduite pour un 3e et dernier volet aux États-Unis. Elle est, en effet, arrêtée en 2012 à l'issue de la troisième saison.
Entre 2013 et 2014, Keesha Sharp continue d'intervenir sur le petit écran, en jouant les guest star. En 2013, elle apparaît dans Elementary et Melissa and Joey. 
L'année d'après, elle joue dans trois épisodes de l'éphémère Bad Teacher, avec Kate Walsh dans le rôle-titre. 2014 est l'année ou l'actrice joue le rôle principal du court métrage dramatique The 636 qu'elle produit et dont elle a également écrit le scénario. Cette production lui vaut d'ailleurs le titre de meilleure actrice lors du festival international du film de Nyla.

#### Retour télévisuel
En 2015, elle joue dans deux épisodes de la série d'action The Player et signe ensuite pour jouer, en 2016, un rôle récurrent dans la série d'anthologie American Crime Story. Notamment produite par Ryan Murphy, il s'agit d'un spin-off de la série American Horror Story, également créée et produite par Murphy et Brad Falchuck. Cette première saison, composée de 10 épisodes, se penche sur le procès de O. J. Simpson, célèbre joueur de football américain, accusé du double homicide de son ex-femme Nicole Brown Simpson et de son compagnon Ronald Goldman. La série suscite l'engouement des critiques et se retrouve multi-récompensée. Keesha Sharp est également saluée par une citation pour le Black Reel Awards de la meilleure actrice dans un second rôle. 
Entre-temps, elle joue dans le téléfilm dramatique A bout de souffle face à Cameron Jebo et Tom Maden.
Elle décroche ensuite un rôle régulier dans la série télévisée policière L'Arme Fatale. Il s'agit d'une adaptation de la série de films éponymes par Matt Miller. Son rôle est celui de Trish Murtaugh, qui est jouée par Darlene Love dans les films, la femme de Roger Murtaugh, interprété ici par Damon Wayans, à la place de Danny Glover. À l'origine, sa partenaire de Girlfriends, l'actrice Golden Brooks devait jouer le rôle de Sharp, mais elle a finalement été remplacée pendant le tournage du pilote. La série est un succès d'audiences, elle est renouvelée pour une seconde saison, en 2017,. La critique aussi est convaincue et souligne que cette adaptation risquée se révèle être une bonne surprise. Keesha est nommée pour l'Image Awards de la meilleure actrice dans une série télévisée. Après avoir terminé l'atelier des réalisateurs de télévision de Warner Bros. en 2018, Keesha a réalisé un épisode de la saison 3 de L'arme fatale,. Le 10 mai 2019, la Fox annule la série après la 3e saison.    
Forte de cette nouvelle visibilité, elle est embauchée pour jouer l'épouse de Thurgood Marshall dans le film biographique Marshall avec Chadwick Boseman, une interprétation qui est saluée par une citation pour le NAACP Image Awards de la meilleure actrice dans un second rôle. Elle se voit également confier un rôle secondaire dans la comédie dramatique Born Guilty avec Rosanna Arquette ainsi que dans la comédie Fixed avec Courtney Henggeler et dans le thriller horrifique Don't Look There aux côtés de Natalie Alyn Lind, Marisa Coughlan et Kenneth Allen Johnson.
Entre 2018 et 2019, elle joue dans quelques épisodes de The Good Fight, série dérivée de The Good Wife.   
Elle rejoint ensuite la distribution récurrente de la saison 6 d'Empire, série musicale à succès du même réseau,, elle incarne le Dr. Paula Wick, une femme intelligente et intransigeante.  

### Vie privée
Depuis 1997, elle est en couple avec l'acteur et producteur américain Brad Sharp. Ils ont un fils, Solomon,. Elle a créé, avec son mari, le site fishersofhealth.com et une série web du même nom. Elle se consacre beaucoup à la santé, au sport et à l'humanitaire.  
En plus de son travail sur scène et à l'écran, Keesha Sharp est scénariste. Elle a co-écrit un scénario avec le romancier primé Thomas F. Monteleone et a plusieurs projets d'écriture pour la télévision.  
L'actrice s'est dite fan de la saga cinématographique L'Arme fatale avant même d'être engagée dans l'adaptation pour la télévision. C'est aussi une grande fan de Game of Thrones.   

## Filmographie

### Cinéma

#### Longs métrages
- 2001 : Pootie Tang de Louis C.K. : une fille à la fête
- 2001 : American Adobo de Laurice Guillen : Debbie
- 2003 : Le Rappeur de Malibu de John Whitesell : Sœur #1
- 2003 : Leprechaun 6 : Le Retour de Steven Ayromlooi : Chanel (vidéofilm)
- 2004 : Never Die Alone de Ernest R. Dickerson : Edna
- 2007 : Pourquoi je me suis marié ? de Tyler Perry : Pam
- 2008 : Shattered! de Joseph Rassulo : Angela
- 2017 : Fixed de Alonso Mayo : Daisy
- 2017 : Born Guilty de Max Heller : Leslie
- 2017 : You Have a Nice Flight de Jimmy Dinh : Kristen
- 2017 : Marshall de Reginald Hudlin : Buster Marshall

prochainement
- ? : Don't Look There de Richard Zelniker : Darby
- ? : Not Born de Max Heller : ?

#### Courts métrages
- 2005 : What If in This Life de Otis Mannick : la victime de viol
- 2014 : The 636 de Mark W. Travis : Hope Rigby (également scénariste et productrice)
- 2015 : Christian de Derek Stewart : Robyn

### Télévision

#### Téléfilm
- 2016 : A bout de souffle (Killer Coach) de Lee Friedlander : Gina Morgan
- 2017 : This Is Christmas de Joseph Rassulo

#### Séries télévisées
- 2000 : Welcome to New York : Lauren (saison 1, épisode 6)
- 2001 : New York 911 : Grace (saison 2, épisode 19)
- 2001 : New York, unité spéciale : Charlene (saison 2, épisode 20)
- 2002 - 2008 : Girlfriends : Monica Charles Brooks (41 épisodes)
- 2004 : The Tracy Morgan Show : Linda Berry (saison 1, épisodes 7 et 9)
- 2004 : Une famille presque parfaite : Lexi (saison 2, épisode 15)
- 2005 - 2006 : Tout le monde déteste Chris : Sheila Ridenhour (saison 1, épisodes 2, 6, 7, 8, 9, 16, 17 et 21)
- 2009 : The Game : Keesha (saison 3, épisode 17)
- 2010 : Cold Case : Affaires classées : Chantel Jones (saison 7, épisode 13)
- 2010 : Detroit 1-8-7 : Keri Rader (saison 1, épisode 4)
- 2010 - 2012 : Ma femme, ses enfants et moi : Gigi (77 épisodes)
- 2013 : Melissa and Joey : Maggie (saison 3, épisode 13)
- 2013 : Elementary : Felicia (saison 2, épisode 4)
- 2013 : Instant Mom : Lynn Lawson (saison 1, épisode 7)
- 2014 : Bad Teacher : Denise (saison 1, épisodes 10, 13 et 12)
- 2014 : The Exes : Dee Dee (saison 4, épisode 7)
- 2015 : The Player : Maya (saison 1, épisodes 7 et 8)
- 2016 : American Crime Story : Dale Cochran (saison 1, épisodes 1, 3, 5, 7, 9 et 10)
- 2016 - 2019 : L'Arme Fatale : Trish Murtaugh (53 épisodes)
- 2018 - 2019 : The Good Fight : Naomi Nivola (saison 2, épisode 5 et saison 3, épisodes 1 et 5)
- 2019 : Empire : Dr. Paula Wick (saison 6)
- 2023 : Power Book II: Ghost : Harper Bennet (saison 3)

### En tant que réalisatrice
- 2012 : Ma femme, ses enfants et moi (série télévisée - saison 2, épisode 85)
- 2014 : Half-Off (court métrage, également scénariste et productrice)
- 2018 : L'arme fatale (série télévisée - saison 3, épisode 6)
- 2019 : Lilian. (court métrage)

## Distinctions
Sauf indication contraire ou complémentaire, les informations mentionnées dans cette section proviennent de la base de données IMDb.

### Récompenses
- NYLA International Film Festival 2014 : Meilleure actrice pour The 636

### Nominations
- NAACP Image Awards 2008 : Meilleure actrice dans un second rôle dans une série télévisée comique pour Girlfriends
- Black Reel Awards 2017 : Meilleure actrice dans un second rôle dans un téléfilm ou une mini série pour American Crime Story
- NAACP Image Awards 2017 : Meilleure actrice dans une série télévisée comique pour L'Arme Fatale
- NAACP Image Awards 2018 : Meilleure actrice dans un second rôle pour Marshall